# 3243 Skytel
3243 Skytel è un asteroide della fascia principale. Scoperto nel 1980, presenta un'orbita caratterizzata da un semiasse maggiore pari a 3,0349188 UA e da un'eccentricità di 0,1076589, inclinata di 9,34191° rispetto all'eclittica.